# Thomas Gold
Thomas Gold (Wenen, 22 mei 1920 - Ithaca, 22 juni 2004) was een in Oostenrijk geboren Amerikaanse astrofysicus, hoogleraar astronomie aan de Cornell University, lid van de National Academy of Sciences en Fellow of the Royal Society of London.

## Onderzoek
Gold was een van de drie jonge wetenschappers aan de Universiteit van Cambridge die in 1948 de "steady state"-hypothese van het heelal voorstelden. Gold hield zich ook bezig met biofysica, astronomie, ruimtevaarttechniek en geofysica.

### Maanstof
Thomas Gold waarschuwde NASA dat bemande landingen op de maan wel eens konden uitdraaien op rampzalige gebeurtenissen. Gold veronderstelde dat het oppervlak van de maan bestond uit een tientallen meters dikke laag van fijn stof waarin maanlanders konden wegzakken zoals in drijfzand op Aarde. Toen de onbemande Surveyor maanlanders honderden foto's doorseinden waarop duidelijk was te zien dat het maanoppervlak voorwerpen kon dragen, zonder dat deze voorwerpen daar in weg zakten, was Thomas Gold nog niet overtuigd en was van mening dat er op de maan toch nog verraderlijke plaatsen zouden kunnen bestaan. Toen NASA op het punt stond om Apollo 11 te laten landen op de maan, stelde Gold voor om de maanlander te voorzien van enkele felgekleurde relatief zware voorwerpen die kort voor de landing zouden worden uitgeworpen. Indien deze voorwerpen zouden wegzinken in het stoffige oppervlak, dan zou de eigenlijke landing worden afgebroken en zou de maanlander veiligheidshalve terug opstijgen   .
Gold's theorie van de verraderlijke dikke stoflaag op de maan kreeg ook een plaats in de stripwereld. In Albert Weinberg's avonturen van de Canadese piloot en ruimtevaarder Dan Cooper komt in het verhaal Apollo roept Soyuz een bemande maanlanding met reddingsactie aan bod. Een zeswielige maanjeep zinkt weg in een zee van maanstof om even later terug tevoorschijn te komen, rijdend op een in het maanstof verborgen glooiende helling.